# Вардис, Антонис
Антонис Вардис (греч. Αντώνης Βαρδής; 7 августа 1948, Афины — 2 сентября 2014, там же) — греческий поп-певец.

## Биография
В конце 1965 года в возрасте 17 лет вместе со своими друзьями создал группу «VICKINGS». С 1969 по 1981 год работал в мюзик-холле как музыкант. В 1973 году он принял участие в конкурсе и занял второе место с интерпретацией песни Йоргоса Даларас. В 1976 году выпустил альбом со своими песнями, где он поет сам, под названием «Себе». С 1978 года работал как композитор со знаменитыми и с новыми исполнителями: Йоргос Даларас, Анна Висси, Антонис Ремос, Стелиос Писсис, Никос Вертис, Сакис Рувас, а также со своим сыном Яннисом Вардисом и другими.
Умер 2 сентября 2014 года в Афинах после тяжёлой и продолжительной болезни.

## Дискография
- Οραματίζομαι (1978)
- Συγκάτοικοι είμαστε όλοι στην τρέλλα (1986)
- Τραγουδάμε μαζί (1988)
- Λευκή Ισοπαλία (1990)
- Κοινή γνώμη (1993)
- Στην Ελλάς του 2000 (1995)
- Οικογενειακή υπόθεση (1997)
- Ξεδιπλώνοντας τις σκέψεις μου (1999)
- Τα καλύτερα μας χρόνια, είναι τώρα (2000)
- Χαμογέλασε ψυχή μου (2002)
- Οτι έχω στο χαρίζω (2003)
- Οτι αγαπήσαμε (2006)